# Paul Werbos

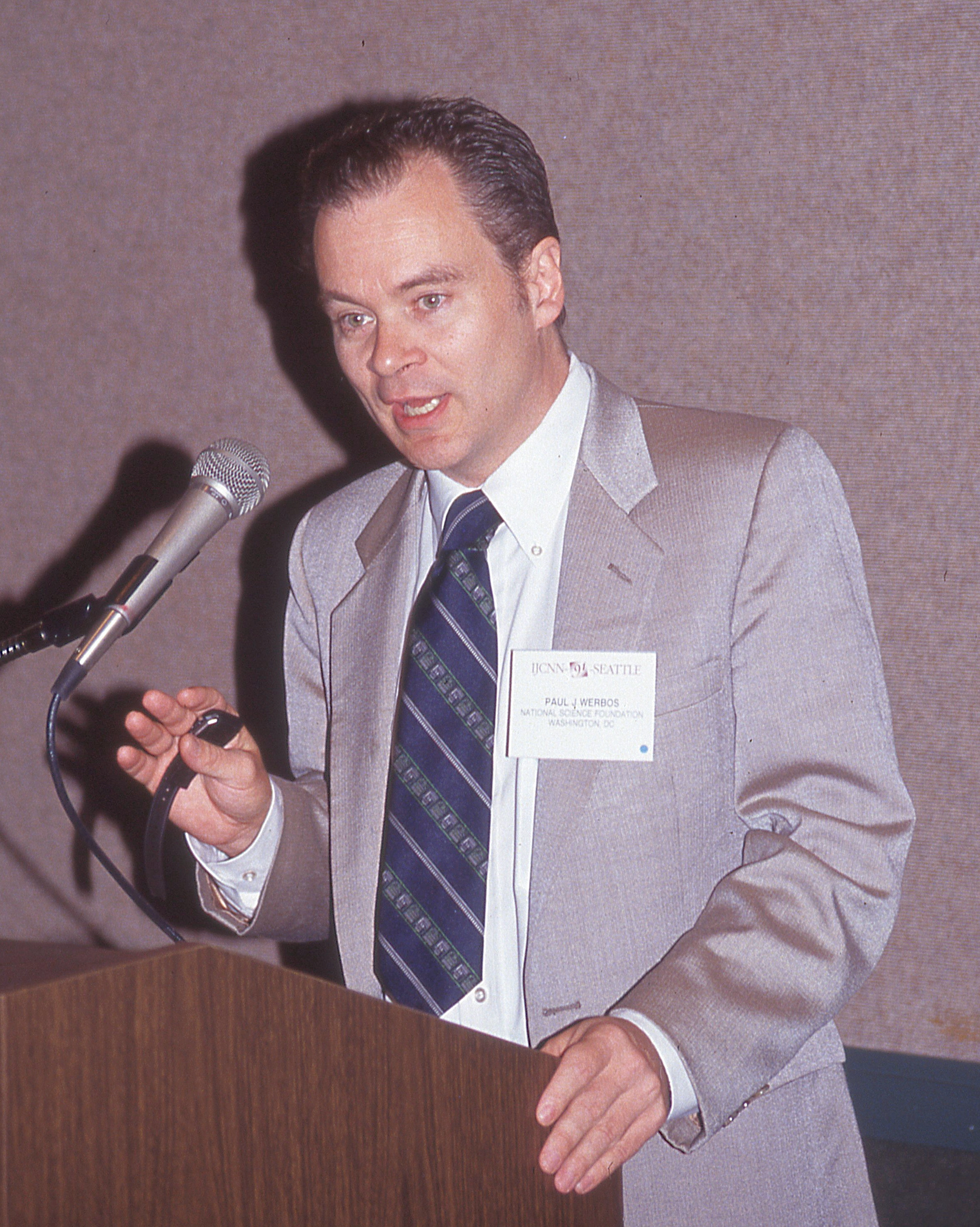
Paul Werbos, International Joint Conference on Neural Networks (IJCNN), 8. July 1991, Seattle.

Paul John Werbos (sinh năm 1947) là một nhà khoa học xã hội và nhà tiên phong học máy người Mỹ. Ông được biết đến nhiều nhất với luận án năm 1974, lần đầu tiên mô tả quá trình đào tạo mạng thần kinh nhân tạo thông qua việc truyền ngược lỗi. Ông cũng là nhà tiên phong về mạng thần kinh tái phát.
Werbos là một trong ba Chủ tịch hai năm đầu của Hội Mạng Thần kinh Quốc tế (INNS). Năm 1995, ông được trao Giải thưởng Tiên phong Mạng Thần kinh IEEE vì đã khám phá ra việc truyền ngược và các khung học tập mạng thần kinh cơ bản khác như Quy hoạch động thích ứng.
Werbos cũng viết về cơ học lượng tử và các lĩnh vực vật lý khác. Ông cũng có hứng thú với những câu hỏi lớn hơn liên quan đến ý thức, nền tảng của vật lý và tiềm năng của con người.
Ông từng là giám đốc chương trình của Quỹ Khoa học Quốc gia trong vài năm cho đến năm 2015.